# Тъмна мрежа
Тъмна мрежа (на английски: dark web) е част от World Wide Web съдържанието, което съществува върху т. нар. надградени мрежи (overlay networks) в интернет пространството, но изискват специфичен софтуер, системна конфигурация или разрешение за достъп. Тъмната мрежа формира малка част от дълбоката мрежа, която е тази част от уеб пространството, която не е индексирана от търсещи машини. Понякога понятието „тъмна мрежа“ се бърка с „дълбока мрежа“. Сами по себе си overlay networks, съставляващи Тъмната мрежа, включват в себе си както малки peer-to-peer мрежи, така и по-големи и известни мрежи като Freenet, I2P и Tor, които се управляват от публични организации или физически лица.

## Приложения на Тъмната мрежа
- за по-добра защита на личните права на гражданите;
- за защита на хора, които се противопоставят на някаква институция или закон;
- предаване на информация, която е неетична, нелегална или компрометираща за определена фирма или личност;
- продажба на нелегални стоки в т.нар. „darknet markets“. Те представляват сайтове, които се намират в „Тъмната мрежа“ и оперират чрез Tor или I2P. Повечето предложения в „darknet markets“ включват продажба и закупуване на наркотици, нелегална валута, откраднати кредитни данни и др. под.

## Обичайно съдържание в Тъмната мрежа

### Ботнет
Ботнет често са структурирани с техните командни и контролни сървъри, които са базирани на скрита услуга, която е устойчива срещу всякаква цензура, създавайки голямо количество трафик, свързан с бот..

### Биткойн услуги
Биткойн услуги като тъмблъри често са на разположение в Tor, а някои от тях предлагат пазарната интеграция на Darknet. Проучване, извършено от Жан-Луп Рише (Jean-Loup Richet) научен сътрудник във Висше училище по икономически и безнес науки, и проведено съвместно със Службата на ООН по наркотиците и престъпността, обръща внимание на новите тенденции при използването на биткойни тъмблъри с цел пране на пари. Често използван подход е да се използва виртуален калкулатор на валута, който превръща биткойни във валута за онлайн игри (напр. златни монети в World of Warcraft), която впоследствие отново се обръща в реални пари.

### Даркнет пазари
Даркнет пазари, които са посредници за трансакции, свързани с наркотици и други нелегални стоки, привличат значително медийно внимание, като се започне с популярността на Silk Road и неговото последващо конфискуване от страна на властите. Други пазари продават софтуерни разработки (експлойт)и оръжия.

### Хакерски групи и услуги
Много хакери продават услугите си индивидуално или като част от цяла група. Тези групи включват hackforum, Trojanforge, Mazafaka, dark0de и TheRealDeal Darknet пазар. Някои от тях проследяват и изнудват известни педофили.

### Услуги, свързани с изнудване
Съществуват редица форуми, свързани със злоупотреби с кредитни карти и банкови сметки, както и такива, свързани с изнудване и фалшифициране. Много от сайтовете са вид измама сами по себе си. 

### Компромати и непотвърдено съдържание
Има доклади/данни за групово финансирани убийства и наемане на убийци, въпреки че се смята, че тези доклади/данни за измамни. Създателят на Silk Road е арестуван от Службата за разследвания по вътрешна сигурност заради неговия сайт, като се твърди, че е наел човек за убийството на шестима души, но по-късно обвиненията са свалени.
Съществува градска легенда, че в Darknet може да се открие и да се гледа убийство на живо. Терминът „червена стая“ е въведен на базата на японска анимация и градска легенда със същото име. Всички доказателства обаче във връзка с тези известия сочат, че това са само компромати и не са истина.
На 25 юни 2015 г. зловещата игра Sad Satan е прегледана от Obscure Horror Corner на Youtube, като се твърди, че тя е открита чрез Darknet. Противоречията между докладващите канала обаче хвърлят съмнения върху това твърдение.

### Фишинг и интернет измами
Опитите за фишинг посредством клонирани интернет сайтове и други измамни сайтове са многобройни, като често подобни сайтове са представяни с неверни, имитиращи и подвеждащи потребителя интернет адреси.

### Загадки
Загадки и главоблъсканици, разпространявани от организации като Cicada 3301 и други подобни, понякога използват скрити системни процеси, за да могат анонимно да предоставят следи, често предизвиквайки спекулации относно самоличността на създателите си.

### Незаконна и морално неприемлива порнография
Има постоянна борба от страна на правоприлагащите органи срещу сайтове, разпространяващи детска порнография – често подобни сайтове се компрометират посредством разпространяването на зловреден софтуер (малуер) сред потребителите, които го посещават. Освен това съществуват и сайтове, чието съдържание е сексуално насилие и убийства на животни. Други сайтове съдържат порнографско съдържание, разпространявано без знанието на участващите или така нареченото порно за отмъщение.

### Тероризъм
Има поне няколко съществуващи интернет страници, за които се смята, че се използват от Ислямска държава, в това число и един хакнат по време на операция Onymous. В навечерието на терористичните атаки, осъществени вечерта на 13 ноември 2015 година в Париж, един такъв сайт е хакнат от хакерската група GhostSec, която е в тесни връзки с Анонимните, като съдържанието на сайта е подменено с реклама на Прозак.

## Коментар
Въпреки че голяма част от тъмната мрежа е безвредна, някои прокурори и държавни агенции се опасяват, че тя може да предостави благоприятна почва за процъфтяването на престъпна дейност. През 2014 г. журналистът Jamie Bartlet в книгата си The Dark Net използва тъмната мрежа, за да опише редица подземни и възникващи субкултури, включително: расистки социални медии; т. нар. camgirl – модели, най-често жени, които на живо пред уеб камери изпълняват сексуални услуги срещу заплащане, стоки или влияние; общности, които практикуват самонараняване; „скрити“ търговски сайтове за наркотици; трансхуманисти; както и кибер пространствената реализация на анархизма.
Популярните източници на тъмна мрежа т. нар. .onion линкове включват Pastebin, YouTube, Twitter, Reddit и други интернет форуми. The Hidden Wiki и производните му, позволяващи дадена информация да се редактира анонимно чрез техлологията Уики, притежават някои от най-големите директории на съдържание във всеки даден момент.
Анализът на последствията от развиващата се дейност в тъмната мрежа наложи предприемането на мерки за контрол (доколкото е възможен), наблюдение и ограничение на активността там. Ето някои от тях:
Специализирани новинарски сайтове като DeepDotWeb  и All Things Vice  предвиждат отразяване на новини и практическа информация за тъмните уеб сайтове и услуги.

Recorded Future и специализирани фирми с Darksum проследяват киберпрестъпленита в тъмната мрежа, попадащи в обсега на правораздаването.
През 2015 г. беше обявено, че Интерпол вече предлага специална обучителна програма във фокуса, на която е тъмната мрежа. Тази инициатива включва техническа информация за Tor и киберсигурността, има и симулирани пазарни взаимоотношения използвани от престъпниците за да се избегне разкриването на самоличността им.

През октомври 2013 Национална агенция на Великобритания за престъпността и GCHQ обявиха създаването на съвместни операции ”Cell" съсредоточени върху киберпрестъпността. През ноември 2015 GCHQ бе натоварено с борбата срещу прилаганата в тъмната мрежа детска експлоатация от всякакъв характер, както и други компютърни престъпления.

В България, към ГДБОП има сектор „Киберпрестъпност“, който се занимава с противодействие на престъпни действия, извършвани основно в пространството на тъмната мрежа.

## В популярната култура
- Тъмната мрежа е ключов елемент от сюжета в романа на Лий Чайлд Накарай ме (2015).[50]

- Героят Lucas Goodwin използва тъмната мрежа, за да открие хакер в северноамериканския телевизионен сериал Къща от карти (2013).[51]

- Тъмната мрежа е основен сюжетен елемент в немския техно-трилър филм Кой съм аз (Who Am I) (2014 г.).[52] Филмът също визуализира тайни darknet чат стаи в изоставени метро-станции, където маскирани хора обменят информация.[53][54]

- Killer.com (2015) е роман от Kenneth G. Eade за банда анонимни кибер престъпници, които привличат наемен убиец чрез тъмната мрежа.[55][56]

- От местопрестъплението: Кибер атаки CSI: Cyber (2015) – проследява работата на елитен екип от специални агенти от ФБР, които разследват кибер престъпления в Северна Америка, извършвани в пространството на тъмната мрежа: от он-лайн бебешки търгове ("Kidnapping 2.0”), блокирането на охраната на влакче в увеселителен парк („CMND:\CRASH“), черния пазар за производство на оръжия („Ghost in the Machine“), смъртта на тези, които използват транспортно приложение („Killer En Route“), недостатъци в дизайна на принтер („Fire Code“).

- Романът Bleeding Edge на северноамериканския автор Томас Пинчън навлиза надълбоко в „тъмната мрежа“ за да разплете конспиративен заговор, свързан със събитията от 11 септември – нападението над двете кули.